# Francis Lü Shouwang
Francis Lü Shouwang (chiń. 吕守旺; pinyin Lǚ Shǒuwàng; ur. 17 marca 1966, zm. 30 kwietnia 2011 w Wuhanie) – tujiański duchowny katolicki, biskup Yichangu.
Był uznawany za legalnego biskupa zarówno przez Stolicę Apostolską jak i rząd ChRL.

## Biografia
Pochodził z mniejszości etnicznej Tujia. Ukończył seminarium w Wuhanie. 19 maja 1991 otrzymał święcenia prezbiteriatu. Przez rok pracował na parafii, a następnie wykładał teologię moralną i studia biblijne w seminarium. W 1999 mianowany przez bpa Paula Francisa Zhanga Mingqiana wikariuszem generalnym diecezji Yichang.
Po śmierci bpa Zhanga w 2005 został administratorem diecezji. Następnie wybrany został biskupem tej diecezji. 30 listopada 2007 z aprobatą zarówno Benedykta XVI jak i rządu w Pekinie przyjął sakrę biskupią z rąk biskupa Hanzhongu Louisa Yu Runshena. Współkonsekratorami byli biskup Beihai Paul Su Yongda oraz biskup Yanggu Joseph Zhao Fengchang. Wszyscy trzej konsekratorzy pozostawali w łączności papieżem. Nowy biskup nie wspomniał podczas ceremonii o zgodzie papieża, ale wg AsiaNews tuż przed rozpoczęciem uroczystości ks. Lü wręczył wszystkim obecnym księżom kopię zatwierdzenia przez Stolicę Apostolską.
Bp Lü w swoim herbie umieścił Zaporę Trzech Przełomów, gdyż jego diecezja została naznaczona obecnością tego projektu.
Zmarł z powodu ostrego zapalenia trzustki 30 kwietnia 2011 w szpitalu w Wuhanie.